# قاچاقچی موادمخدر
قاچاقچی موادمخدر یا رهبر باند قاچاق موادمخدر کسی است که شبکه‌ای گسترده از افراد مرتبط با قاچاق غیرقانونی موادمخدر را رهبری می‌کند. قاچاقچیان موادمخدر معمولاً به سختی توسط پلیس ردیابی و دستگیر می‌شوند؛ زیرا فعالیت‌های خود را به صورت غیر مستقیم و توسط شبکه‌ای از کارکنان تجارت موادمخدر انجام می‌دهند.
چند نمونه از قاچاقچیان مواد مخدر عبارتند: از پابلو اسکوبار، ، والتر وایت و مانوئل نوریگا.